# Transports en Corrèze
Les transports dans le département français de la Corrèze sont organisés autour de Brive-la-Gaillarde, l'un des principaux carrefours ferroviaires et autoroutiers du Massif central. L'Ouest du département bénéficie ainsi d'un réseau de transport relativement performant comparé à d'autres départements du centre de la France. En revanche, certains territoires, en particulier dans l'Est du département, sont éloignés des principaux axes de transport, ont vu leurs gares fermer et leurs routes nationales être déclassées, et souffrent aujourd'hui d'un certain isolement.

## Transport routier

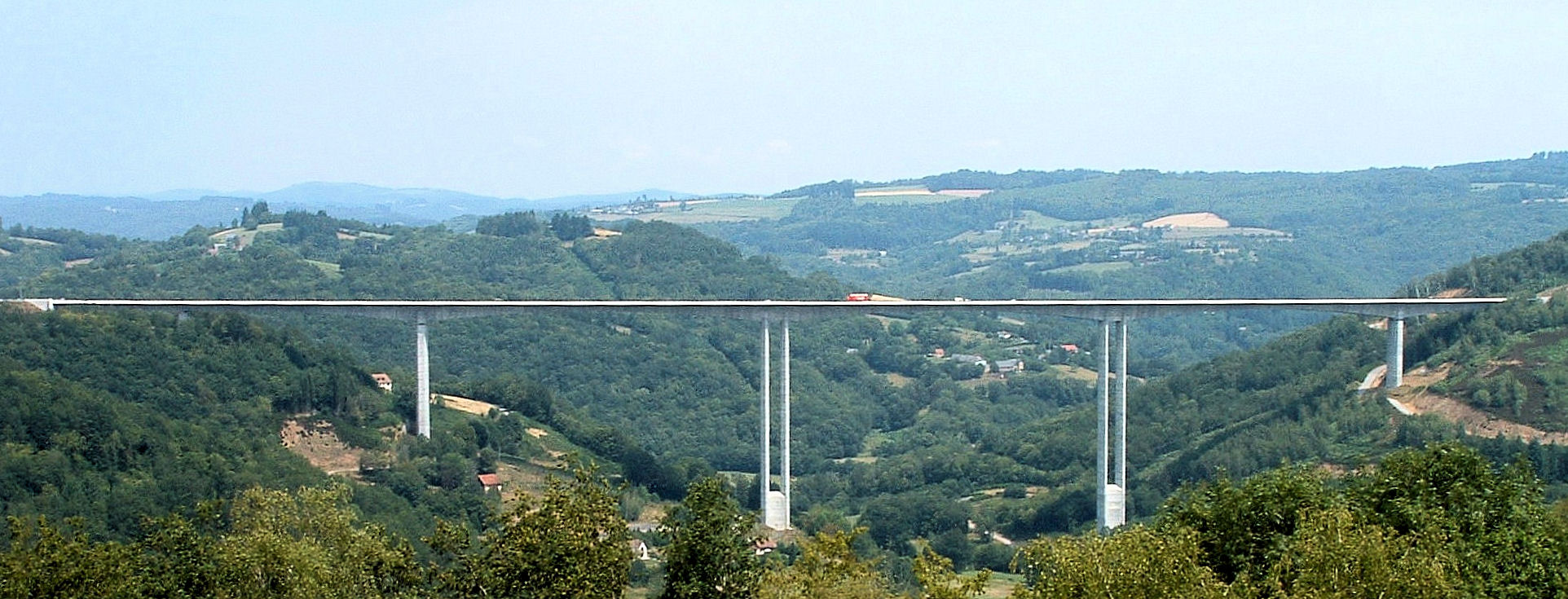
Avec ses 150 m de hauteur libre au-dessus de la Corrèze, le viaduc du Pays de Tulle, construit pour l'autoroute A89, est l'un des plus hauts ponts de France.

### Infrastructures routières
Deux axes autoroutiers se croisant au niveau de Brive-la-Gaillarde. L'autoroute A20 relie Paris et Limoges à Cahors et Toulouse ; elle est gratuite dans le département de la Corrèze, mais devient payante peu avant la limite du département du Lot. L'autoroute A89, à péage, plus récente et dont la création a nécessité la construction de plusieurs grands ouvrages d'art, relie Bordeaux à Clermont-Ferrand et Lyon ; elle dessert également — à distance — les deuxième et troisième agglomérations du département, Tulle et Ussel.

### Transport collectif de voyageurs
La Corrèze est desservie par le réseau des autocars régionaux Nouvelle-Aquitaine, qui compte une dizaine de lignes régulières dans le département.

## Transport ferroviaire

### Historique

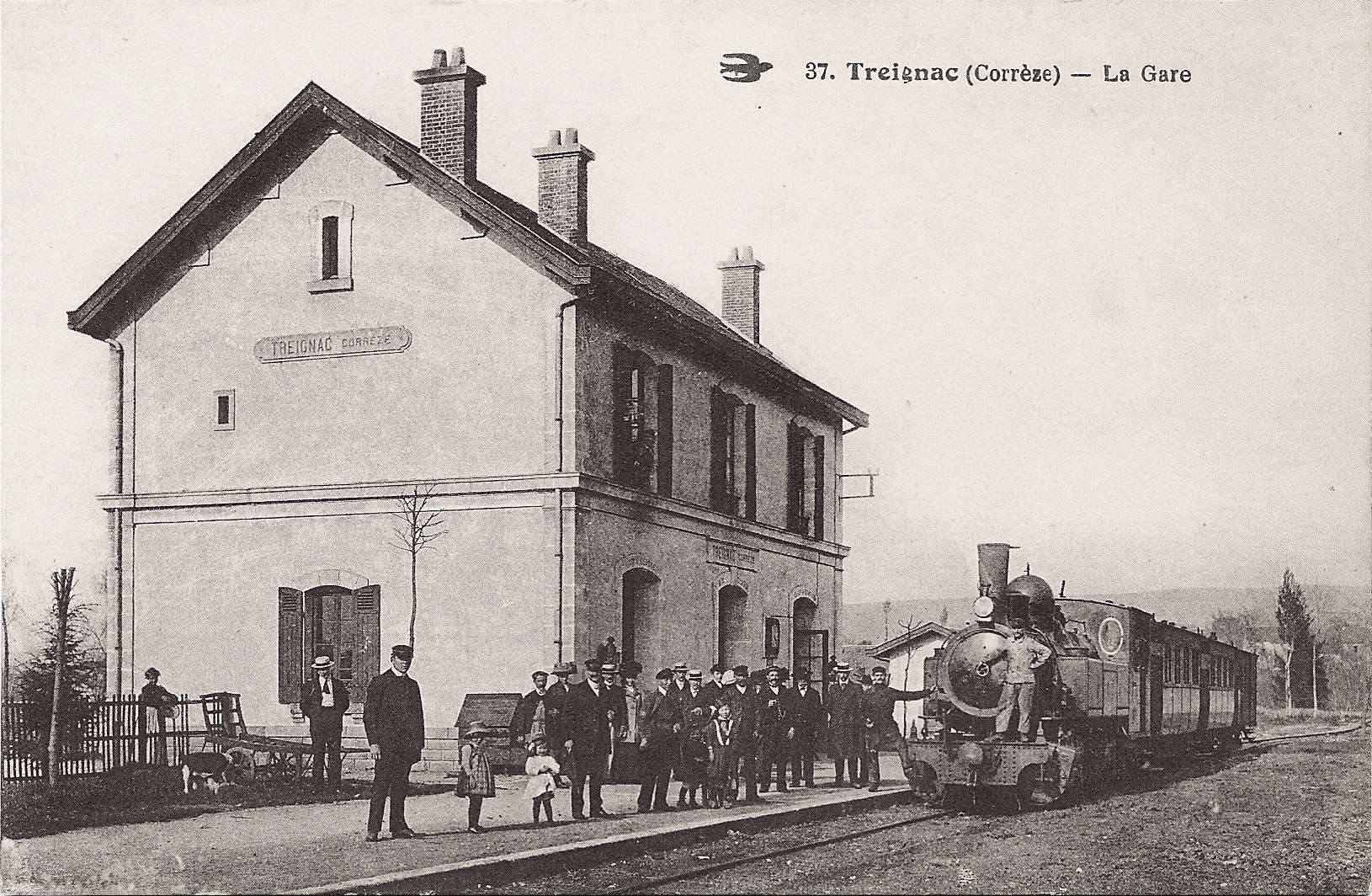
Un train du PO-Corrèze en gare de Treignac au début du XXe siècle.

La première ligne de chemin de fer du département relie Brive-la-Gaillarde à Périgueux et Bordeaux en 1860. Le réseau d’intérêt général a principalement été développé par la Compagnie du chemin de fer de Paris à Orléans (PO). Il faudra attendre les années 1890 pour que soit achevée la ligne des Aubrais - Orléans à Montauban-Ville-Bourbon ou « POLT », qui allait devenir l'axe principal du département : en effet, le premier itinéraire de Limoges à Brive passait par Saint-Yrieix-la-Perche et le premier itinéraire de Brive à Toulouse passait par Figeac.
À la fin du XIXe siècle, le chemin de fer d’intérêt général, dense dans l'Ouest du département, restait peu étendu dans le centre et l'Est ; le réseau ferroviaire, centré sur Brive-la-Gaillarde, desservait notamment Allassac, Bort-les-Orgues, Bugeat, Égletons, Eygurande - Merlines, Lubersac, Meymac, Objat, Tulle, Ussel et Uzerche.
Des lignes à écartement métrique, moins onéreuses, seront donc construites pour desservir les territoires restés isolés. D'abord sous le statut de voie ferrée d'intérêt général pour le PO-Corrèze, dont les lignes ouvertes en 1904 relient Tulle à Argentat, Treignac et Uzerche. Puis les Tramways de la Corrèze ouvrirent, à la veille de la Première Guerre mondiale, sous le statut de chemins de fer d’intérêt local, un réseau desservant notamment Beaulieu-sur-Dordogne, Beynat, Marcillac-la-Croisille, Neuvic et La Roche-Canillac.
La ligne des Aubrais - Orléans à Montauban-Ville-Bourbon est l'une des premières grandes radiales électrifiées en France, dès 1935 jusqu'à Brive-la-Gaillarde et en 1943 au-delà. Mais parallèlement à l'amélioration des performances de cette ligne — la première parcourue à 200 km/h, par Le Capitole en 1967 — certaines lignes secondaires sont fermées : une partie du réseau des Tramways de la Corrèze disparaît avant la Seconde Guerre mondiale, quand celui du PO-Corrèze est conservé jusqu'en 1969-1970. La ligne d'Eygurande - Merlines à Bort-des-Orgues est fermée prématurément en 1952 lorsqu'elle est noyée sous les eaux du barrage de Bort-les-Orgues.
Depuis 2014 et la fermeture du tronçon Ussel - Eygurande-Merlines - Laqueuille, la gare d'Ussel est un cul-de-sac et il n'existe plus de liaison ferroviaire entre la Corrèze et l'Auvergne.
|                                             |
| Le réseau ferroviaire à son apogée en 1930. |

|                                     |
| Le réseau ferroviaire de nos jours. |

|                                                    |
| Carte animée de l’évolution du réseau ferroviaire. |

### Situation actuelle

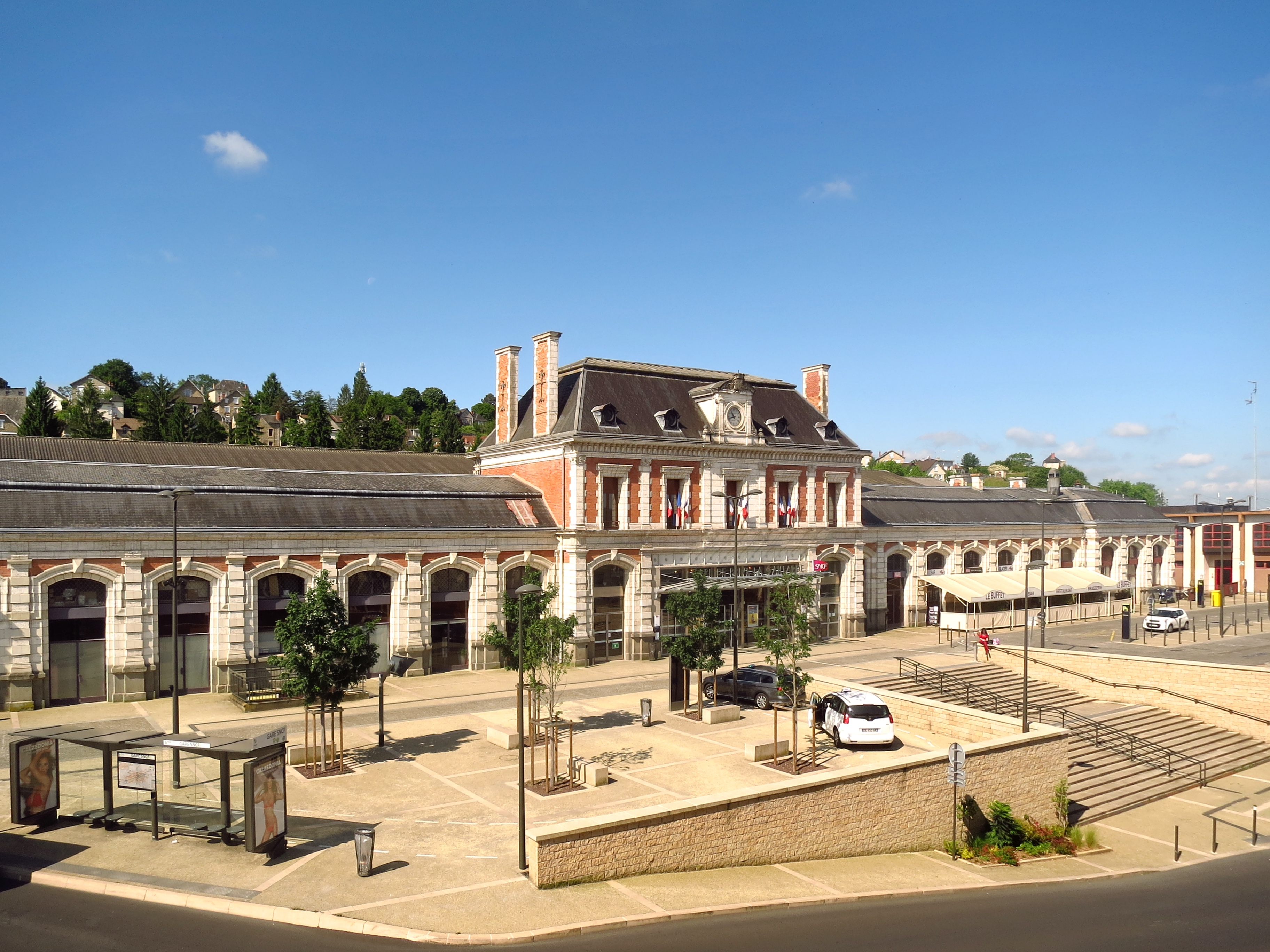
La gare de Brive-la-Gaillarde est la principale gare de voyageurs du département.

La principale gare de voyageurs du département est la gare de Brive-la-Gaillarde, avec 810 000 voyageurs en 2019, suivi de Tulle, Uzerche et Ussel qui ont une fréquentation annuelle entre 55 000 et 134 000 voyageurs.
La Corrèze est traversée par la ligne des Aubrais - Orléans à Montauban-Ville-Bourbon, couramment appelée « ligne POLT » (pour Paris-Orléans-Limoges-Toulouse). À double voie électrifiée, cette ligne voit circuler des trains Intercités, des trains de fret et des TER Nouvelle-Aquitaine.
Brive-la-Gaillarde est au centre d'une étoile ferroviaire à sept branches, qui, à l'exception des deux branches de la « ligne POLT », sont à voie unique, non-électrifiées et parcourues principalement par des trains TER Nouvelle-Aquitaine ou TER Occitanie. Ces sept branches relient Brive à :
- Uzerche et Limoges (ligne des Aubrais - Orléans à Montauban-Ville-Bourbon),
- Tulle et Ussel (ligne de Coutras à Tulle et ligne de Tulle à Meymac),
- Aurillac (ligne de Souillac à Viescamp-sous-Jallès),
- Figeac et Rodez (ligne de Brive-la-Gaillarde à Toulouse-Matabiau via Capdenac),
- Cahors et Toulouse (ligne des Aubrais - Orléans à Montauban-Ville-Bourbon),
- Périgueux et Bordeaux (ligne de Coutras à Tulle),
- Objat (ligne de Nexon à Brive-la-Gaillarde).

Seule ligne du département à ne pas passer par Brive, la ligne du Palais à Eygurande - Merlines relie Limoges à l'Est du département.

## Transport aérien
L'aéroport de Brive-Souillac est relié par des vols réguliers à quelques destinations françaises et européennes. Il a remplacé en 2010 l'aérodrome de Brive-Laroche, aujourd'hui fermé.
L'aérodrome d'Égletons et l'aérodrome d'Ussel - Thalamy sont destinés à l'aviation légère de tourisme et de loisirs.

## Transports en commun urbains et périurbains
La communauté d'agglomération du Bassin de Brive et Tulle Agglo sont autorités organisatrices de la mobilité sur leur territoire et organisent des services de transport dans leur ressort territorial.
Les réseaux Libéo (Brive-la-Gaillarde) et TuT'Agglo (Tulle) comportent respectivement une dizaine et trois lignes d'autobus, ainsi que du transport à la demande.

## Modes actifs
Le département est traversé par plusieurs voies vertes, véloroutes et sentiers de grande randonnée.